# 今日睇真D
《今日睇真D》（英語：Hong Kong Today；當時簡稱《睇真D》）是香港亞洲電視製作的一個資訊娛樂節目，由轉職自無綫電視之余詠珊創製，編導張志明，1994年3月21日至2000年12月15日於本港台播出，是香港電視史上首個同類型節目。《今日睇真D》每集長度1小時，以「《睇真D》精神」採訪時事及娛樂消息，補足傳統新聞報道的不足，曾為亞視帶來不錯的收視率；1994年10月，無綫翡翠台推出同類型節目《城市追擊》以奪回收視。

## 節目
有見《今日睇真D》成績斐然，亞視決意把介紹電影的資訊節目《電影情報組》永久停播，把資源調撥到《今日睇真D》，主持人容錦昌、王慧嫻、林子博、金慧英等亦改為主持《今日睇真D》。由開播至全盛時期的《今日睇真D》，在一週五天一小時的黃金時段以直播形式播放（1998年更長達90分鐘），當中包括特備環節《猛料雜差房》，由主持人廖文蔚扮演「廖sir」講述香港警隊內部一些鮮為人知的事件；因為《猛料雜差房》受歡迎程度高，其後推出新一輯，易名為《爆料雜差房》，同樣在《今日睇真D》內播出。
《今日睇真D》在當時衛視中文台、央视第二套节目和上视8频道播出时以《今日看真點》為名播出，開場動畫以「今日看真點」五字覆蓋《今日睇真D》原版標誌，亞視主持人片段均刪除、改由吳小莉主持，報導影片均以普通話配音播出，但報導影片中的《今日睇真D》原版標誌麥克風牌均保留原貌。
經過1999年亞視和無綫的收視戰後，兩台同類型節目收視明顯與劇集比下去。2000年，《今日睇真D》改稱為《香港睇真D》，並改為只於每周六和周日20:00播出。

## 主持人
《今日睇真D》自啟播以來由多名亞視藝員擔任節目主持，除了負責外景採訪工作，部份藝員亦擔任直播室主持，於節目播出時段主持節目。主持之一的林祖輝於接受訪問時表示，節目啟播初期彼此合作愉快，惟擔任節目主持期間須經常接觸天災人禍的消息及到現場進行採訪，造成心理壓力、甚至出現精神異常的情況，後來每天工作都感覺鬱鬱不歡，不少主持亦然。也許因為長期接觸突發災難，部分主持決定另謀發展，蘇敏聰更轉職至競爭對手的同類節目《城市追擊》，林建明、鍾慧寧及容錦昌及後更淪為精神病患。以下是該節目的主持人名單：
| 主持人姓名    | 年份           | 直播室主持 | 簡介及近況 | 參考／備註 |
| 林建明        | 1994年－2000年 | ✓          | 2001年因患上精神病而被迫退出娛樂圈，現在任職心晴行動慈善基金主席。 | [ 8 ]      |
| 盧希萊        | 1994年－2000年 | ✓          | 曾因患上腦膜炎而暫停工作，康復後繼續擔任節目主任，現已離開娛樂圈，曾經與丈夫在元朗合作經營中菜餐廳，現時任職香港媒體製作。                                                    | [ 9 ]      |
| 林祖輝        | 1994年－2000年 | ✓          | 已離開娛樂圈，現在任職商人，近年曾在Viu TV劇集客串演出。妻子為無線藝人姚嘉妮                                                                                                  | [ 10 ]     |
| 歐錦棠        | 1994年－1997年 | ✓          | 轉職無綫電視多年後解約，現在與妻子萬斯敏經營舞台劇團「劇道場」及任職國際空手道「正道塾」的武術顧問。                                                                          | [ 11 ]     |
| 莫家堯        | 1994年         | ✓          | 轉職無綫多年後轉職其他行業。 | [ 12 ]     |
| 劉錦玲        | 1994年－1995年 | ✓          | 轉職無綫多年後離開，現從事教育事業。 | [ 13 ]     |
| 何守信        | 1994年－2000年 | ✓          | 曾主持香港電台早晨節目《開心日報》，現在已移居加拿大。 |            |
| 黃麗梅        | 1995年－1999年 | ✓          | 回廣州經營餐廳。 |            |
| 王慧嫻        |                |            | |            |
| 鍾慧寧 (肥豹) | 1994年－2000年 | ✓          | 2004年後已離開娛樂圈，之後疑因患上精神病，2014年墮樓身亡。 |            |
| 林韋辰        | 1994年         | ✓          | 現在前往中國大陸發展，曾數度回歸TVB。 |            |
| 鄧浩光        | 1994年         | ✓          | 轉職無綫多年後離開，轉職和興白花油，2019年退休。 |            |
| 黃江祥        | 1994年－2000年 | ✓          | |            |
| 陳欣欣        | 1994年－1999年 | ✓          | 1999年轉職有線，負責體育節目主持及足球評述工作,丈夫為著名足球評述員何輝。 | [ 14 ]     |
| 羅頌華        |                | ✓          | 2002年離開亞視，現在任職幕後製作工作，再以特約演員替TVB拍劇。 |            |
| 林子博        | 1995年－2000年 | ✓          | 前無綫藝員，無綫娛樂新聞台前主播，2021年移民英國。 | [ 15 ]     |
| 廖文蔚        |                | ✓          | |            |
| 許偉玲        |                | ✓          | 已離開娛樂圈 |            |
| 陳存正        |                | ✓          | 已離開娛樂圈，現在與丈夫黃翊在大埔區經營熟食大牌檔 |            |
| 容錦昌        | 1995年－1996年 | ✓          | 1996年轉職無綫電視，曾出現精神崩潰症狀，現已離開娛樂圈，現況不詳。 |            |
| 金慧英        |                |            | |            |
| 田蕊妮        | 1994年－2000年 |            | 前無綫當家花旦及視后 |            |
| 秦啟維        | 1998年－2000年 |            | 效力亞視多年，亞視停播後轉投無綫 | [ 16 ]     |
| 許秉珩        |                |            | | 轉投無綫   |
| 何佩儀        | 1994年－1999年 |            | 已離開娛樂圈，現在是GLP全力愛義務總幹事。 |            |
| 蘇敏聰        |                |            | 曾經轉職《城市追擊》，已離開娛樂圈，現在已移居加拿大。 |            |
| 黎思嘉        |                |            | |            |
| 袁潔儀        | 1994年－2000年 |            | 效力亞視多年，一度轉投TVB，復出後回娘家亞視主持婦女節目我愛下午茶，亞視停播後再次轉投TVB。                                                                                    |            |
| 胡慧冲        | 1994年－2000年 |            | 1990年年初去泰國後，便喜歡該國。曾被《壹週刊》以其「變泰」事蹟成為雜誌跨頁專訪。在2002年移居泰國至今年，任職泰國旅遊專欄作家及旅遊節目主持人。 現時是無綫駐泰國組的主持之一。 |            |
| 陳嘉偉        |                |            | 已離開娛樂圈 |            |

## 與節目相關活動
《今日睇真D》曾組織“《今日睇真D》慈善基金”，在報導同時撥款贈予受惠者。並於1996年至1997年各舉辦一次《今日愛心睇真D》籌款活動，組織表演舞台劇等，如1997年劇目為《新不了情》。

## 曾報導過的重大或爭議事件
- 錦田交通車禍

1994年5月12日，《今日睇真D》播放錦田車禍後訪問死者家屬的片段，直播室的主持人林建明、歐錦棠和林韋辰先後說話哽咽及哭成淚人，並承諾籌款幫助死者家屬渡過難關。事件引起各界關注。約一星期後，善款終落在受款人手中。
- 播放「懷疑解剖外星人造假片段」

1995年8月，一家外國公司聲稱獲得「美國羅茲威爾在1947年美國國慶日發現外星人後的解剖過程」紀錄片，亞視購得香港獨家播映權，片段在1995年8月29日晚上8:30《今日睇真D》內播放。亞視方面，特騰出《今日睇真D》一整周節目時段為「外星人周」，並派主持人遠赴羅茲威爾採訪，及於節目內舉行討論會等。當時掀起了香港觀眾關注外星人熱潮，引來市民議論。但為了與《城市追擊》作收視競爭，《今日睇真D》把短短數分鐘的「聲稱解剖片段」分成數日重覆播放；加上節目內討論會的冗長專家分析，引來部份觀眾不滿，但令當時《今日睇真D》觀眾收視曾一度高達二十點以上。
經過一個月後，影片被1995年9月8日出刊的香港《壹週刊》揭發為偽造片段。而《城市追擊》亦播放專輯《踢爆解剖外星人》作出反擊，指出以1990年代的電影特技可輕易製作「經典造假」片段。1995年10月，該外國公司承認片段只是偽造，事件最終演變成一場鬧劇。
2017年9月24日，影片製作人梅拉里斯（Spyros Melaris）在一個外國節目中承認影片內容並非真實，影片中的手術衣與醫療工具是從英美供應商購買，「外星人屍體」是由特效專家兼雕刻家約翰·漢弗萊斯（John Humphreys）製作，「屍體內臟」則以牛與羊的內臟冒充。2017年9月26日，《香港01》引述前《今日睇真D》製作團隊成員表示，當年製作團隊是抱懷疑態度應對影片，從未指出影片內容是真實。
- 香港運動員李麗珊於1996年夏季奧運會滑浪風帆賽獲得第一名(1996年8月)

《今日睇真D》有報導此事，但主要在於亞視體育組主持顧紀筠獨家訪問李麗珊完成賽事的一刻，令無綫體育組大為震驚。
- 鄧家爭產事件(1996年12月)
- 盜用有線新聞片段

1996年2月雲南麗江發生地震，《今日睇真D》被發現盜用一段約兩分鐘的有線新聞片段，更刻意遮蓋有線台徽及咪牌。亞視聲稱該片段是「我們第一隊到雲南的採訪隊，現正播放最新片段」。有線斥亞視侵犯版權，涉嫌非法截取有線透過路透社人造衛星傳送予台視新聞的片段；亞視則堅稱是合法地從路透社取片。
- 陳健康事件(1998年)
- 《今日睇真D》主持採訪被辱事件(1999年4月)

1999年4月16日，《今日睇真D》主持黃麗梅到北京採訪王菲竇唯婚變事件。正當黃麗梅和數名記者在三里屯某酒吧追訪竇唯，竇唯從後面聽到一句「你是否被王菲趕出來的？」時情緒失控，將手中一「紅色罐」可樂潑向後方，潑中黃麗梅。黃麗梅認為竇唯的行為具有明顯的侮辱性質，便告上當地法院，要求50萬元人民幣精神賠償及公開道歉。不過，北京法院一審輕判竇唯賠償洗衣費166元6角人民幣，作為弄污黃麗梅衣裳的補償。黃麗梅不服一審判決，提起上訴。及至2000年4月二審前夕，雙方庭外和解，由竇唯相約黃麗梅到北京一家茶藝館公開向她道歉而了結事件。
- 香港中醫師陳江受訪後遭同行打死(1999年)

1999年，陳江接受《今日睇真D》訪問，評論自稱「神醫」的中醫師鄧健剛。當時《今日睇真D》記者向陳江承諾會在節目中為其樣貌遮掩打格仔，唯亞視並沒有遵守承諾，陳江在年半後遭鄧健剛打死。陳江遺孀林淡鑾興訟索償，被香港高等法院判定敗訴。

## 外部連結
- 今日睇真D－歐錦棠個人網站（页面存档备份，存于）